# ノイエンシュタイン (ヘッセン)
ノイエンシュタイン (ドイツ語: Neuenstein) はドイツ連邦共和国ヘッセン州カッセル行政管区のヘルスフェルト＝ローテンブルク郡に属す町村（以下、本項では便宜上「町」と記述する）である。

## 地理

### 位置
ノイエンシュタインは、クニュル山地に位置しており、ここで湧出したガイスバッハ川は町内を流れ、南東約 10 km に位置するバート・ヘルスフェルトでフルダ川に注ぐ。

### 隣接する市町村
ノイエンシュタインは、北はクニュルヴァルト（シュヴァルム＝エーダー郡）、東はルートヴィヒスアウ、南はバート・ヘルスフェルトおよびキルヒハイム（以上、ヘルスフェルト＝ローテンブルク郡）、南西はオーバーアウラ、西はシュヴァルツェンボルン（ともにシュヴァルム＝エーダー郡）と境を接している。

### 自治体の構成
この町は、アウア、ギッタースドルフ、ミュールバッハ、オーバーガイス、ラボルツハウゼン、ザーゼン、ザルツベルク、ウンターガイスの地区で構成されている。町の行政機関は中心に位置するアウア地区にある。

## 歴史
アウアの最初の記述 (Owe) はヘルスフェルト修道院への寄進状に852年に初めてなされている。ヘルスフェルト修道院は1190年にこの地に修道院を創設したのだが、早くも1229年にブランケンハイム（現在のベーブラの集落）に移転した。

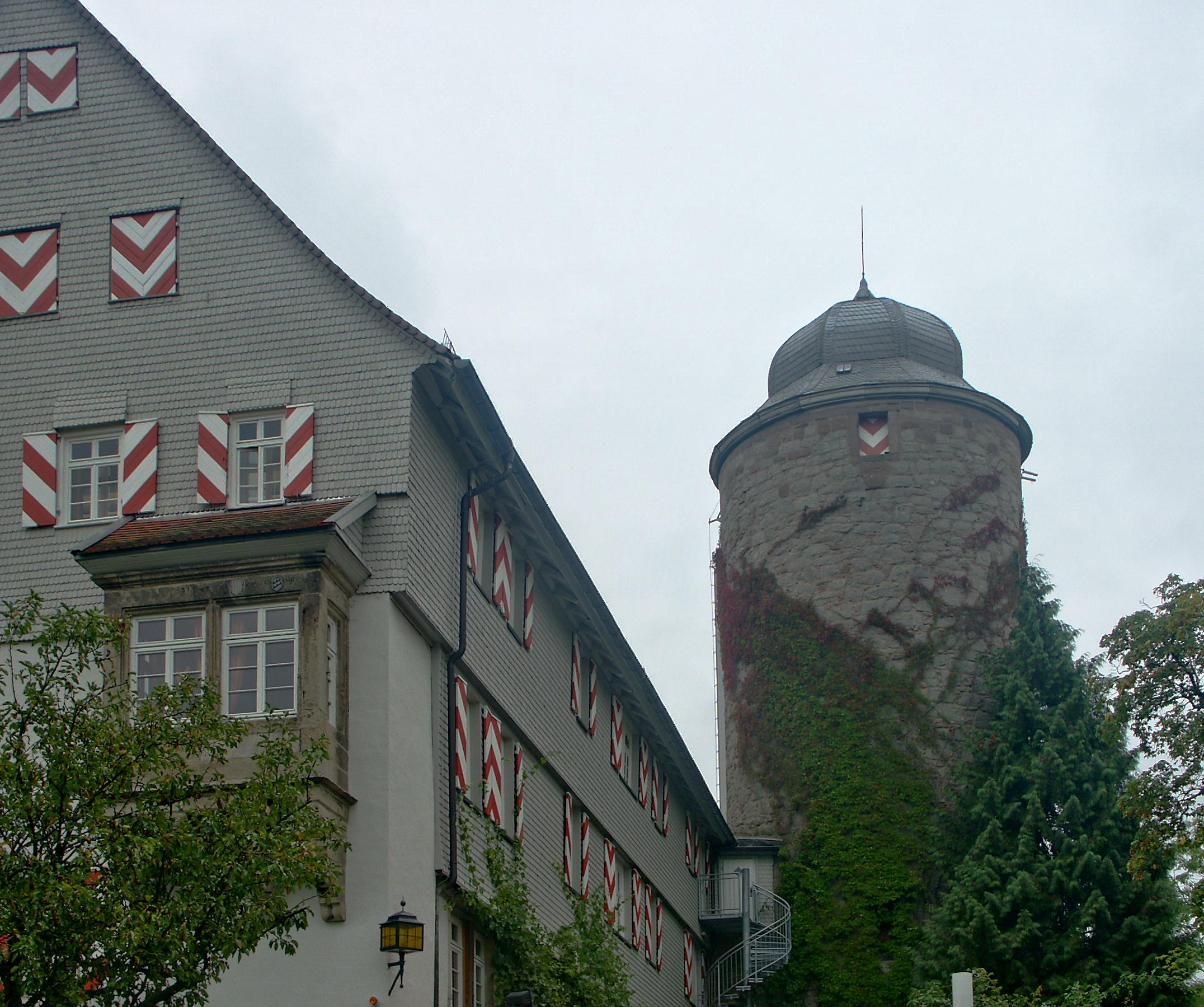
ノイエンシュタイン城

Salzesberg 集落は、1190年に初めて記述されている。782年の文書にもこの集落が登場するが、その真正性について議論がある。他の集落はいずれも12世紀から13世紀に初めて記述されている。多くの集落が長い間、ヘルスフェルト修道院の所領またはヴァレンシュタイン家のレーエンとなっていた。アルベルト1世フォン・ヴァレンシュタインは、ザーゼンの高台に城砦を築いた。この城は1267年にノイヴァレンシュタインという名で記述されている。ヴァレンシュタイン家の主城は、クニュルヴァルトのヴァレンシュタイン地区にあったヴァレンシュタイン城であった。1318年7月24日、盗賊騎士の根城に零落したこの城はヘッセン方伯オットー、ヘルスフェルト修道院長ジーモン1世フォン・ブーヒェナウ、ツィーゲンハイン伯ヨハン1世、ラントフリーデン判事でヴェッテラウの帝国代官エーバーハルト3世フォン・ブロイベルクの軍勢によって破壊された。1357年にジーモン・フォン・ヴァレンシュタインがこの城を再建した。
ノイエンシュタイン城は現在、交流・催事センターとして利用されている。

### 町村合併
アウア、ギッタースドルフ、ミュールバッハ、ラボルツハウゼン、ザーゼン、ザルツベルク、ウンターガイスは1971年12月31日に合併して新たな町村ノイエンシュタインが形成された。オーバーガイスは1972年8月1日に強制的に合併された。
町名の由来は、中世のノイヴァレンシュタイン城（現在はノイエンシュタイン城と呼ばれる）である。

## 行政

### 議会
ノイエンシュタインの町議会は、23議席で構成されている。

### 首長
町村合併後、1972年12月から1973年8月までコンラート・ケーベリヒが委託により町長を務めた。選挙によって選ばれた最初の町長は、1974年1月から1980年1月まで在職したゲオルク・リースで、ヴァルター・シュミットがその跡を継いだ。
ヴァルター・ツレンツァー (CDU) は、2003年9月28日の第1回投票で 59.7 % の票を獲得して町長に選出された。

### 紋章
図柄: 赤地に緑の三峰の山。その中に銀色の水平な2本の帯。山の上には銀の塔。
解説: 銀の塔はノイエンシュタイン城のもので、この町の象徴的建造物である。

## 文化と見所

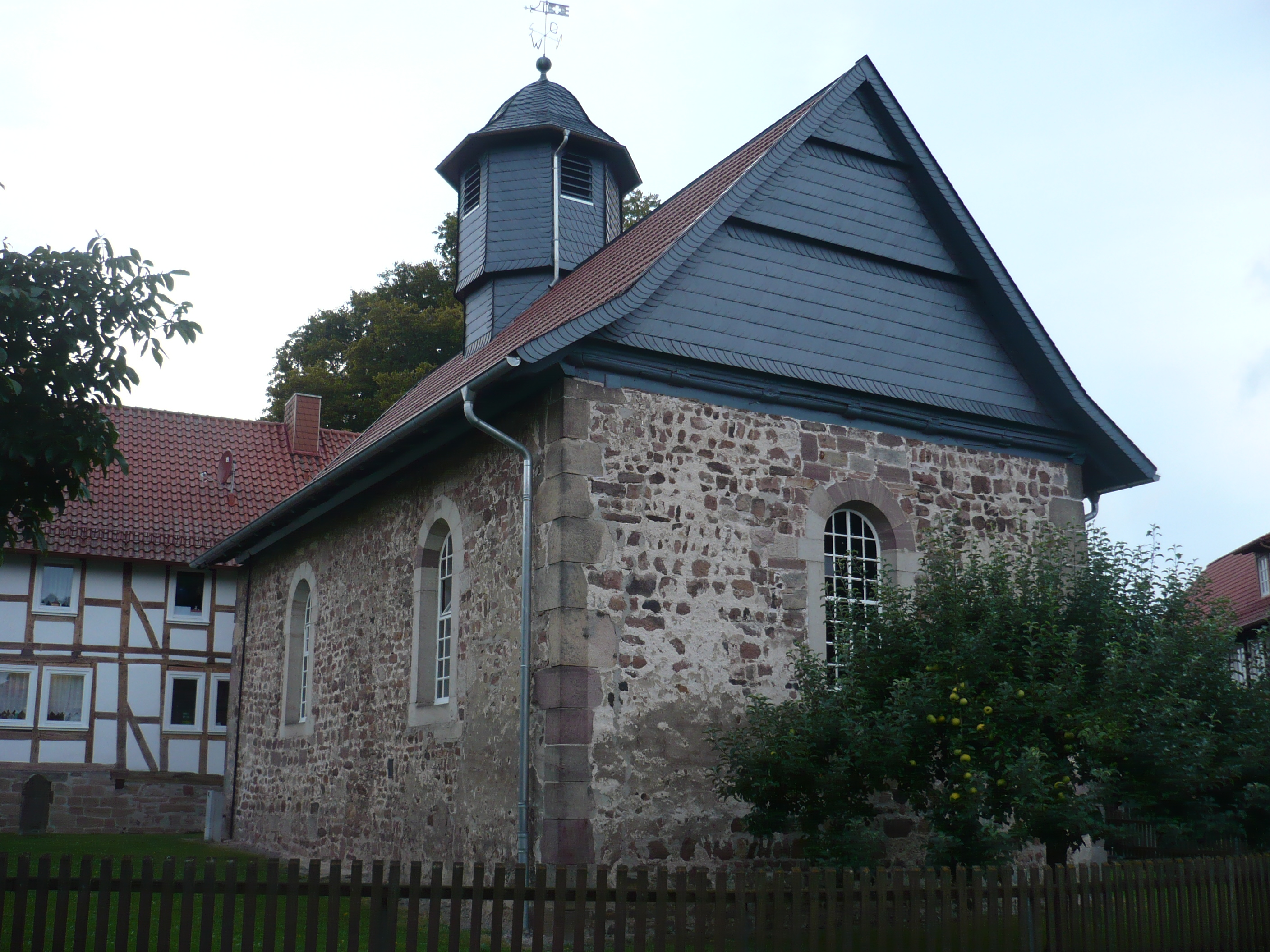
アウアの旧修道院教会。現在は福音主義教会として使われている。

### 建築
- 1190年に建造されたアウア地区の旧修道院教会
- ザーゼン地区のノイエンシュタイン城
- ラボルツハウゼン地区のヴァルシュタイン家の墓碑
- ミュールバッハ地区の1194年建造の礼拝堂
- フィリップ・ルートヴィヒ・フォン・ヴァレンシュタインによって1591年に造営されたノイエンシュタイン御料地[7]

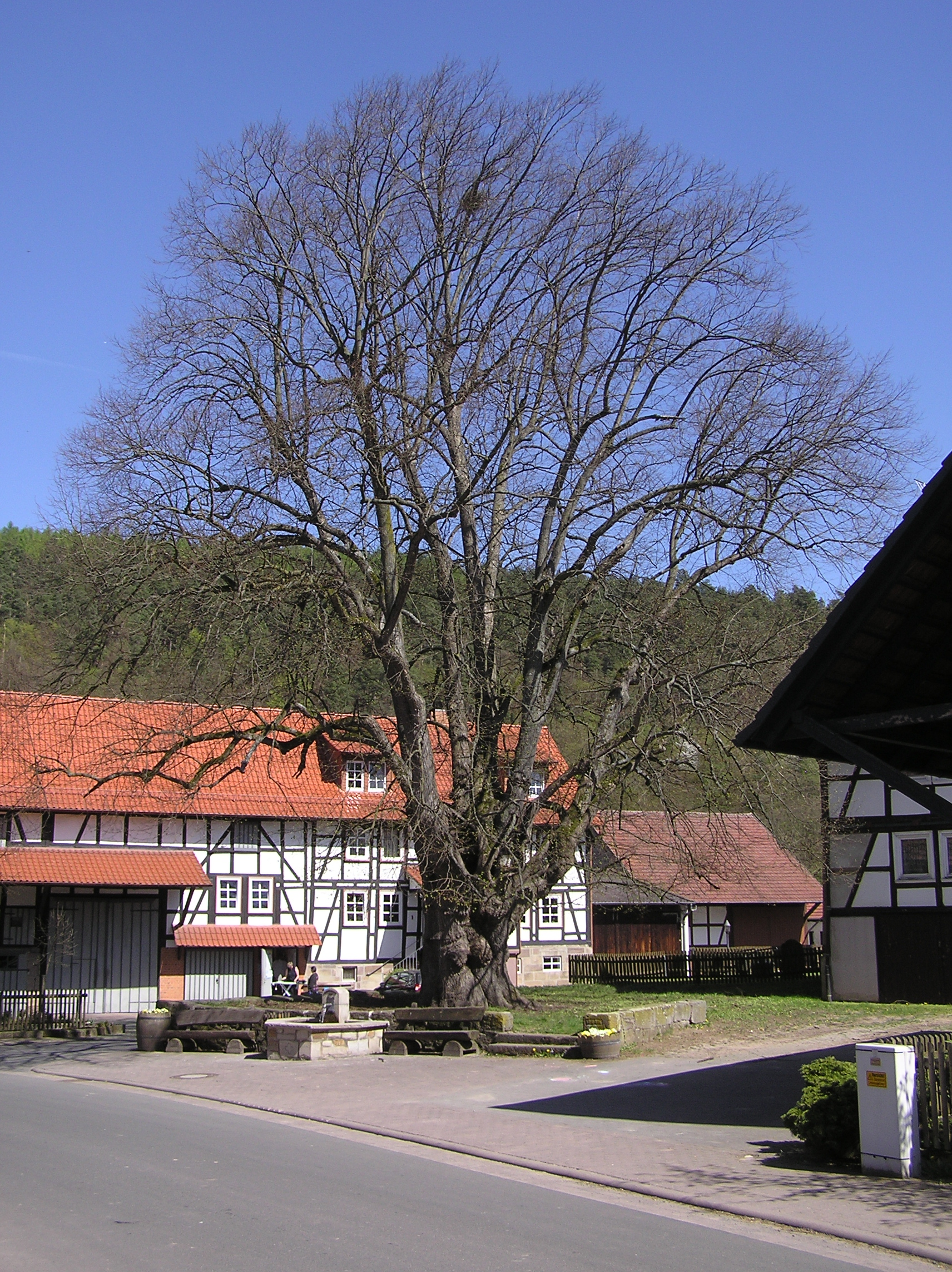
樹齢約1200年のアウアのセイヨウシナノキ

### 自然文化財
- アイゼンベルク（クニュル山地）
- アイゼンベルクの考古学の遊歩道
- 樹齢約1200年のセイヨウシナノキの古木

## 経済と社会資本

### 交通
この町は、連邦アウトバーン A7号線のインターチェンジ Nr. 85、バート・ヘルスフェルト西インターチェンジに直接面している。この他に連邦道 B324号線が町内を通っている。
町域を高速鉄道ハノーファー - ヴュルツブルク線も通っている。ミュールバッハトンネルとカルター＝ザント＝トンネルが町内にある。

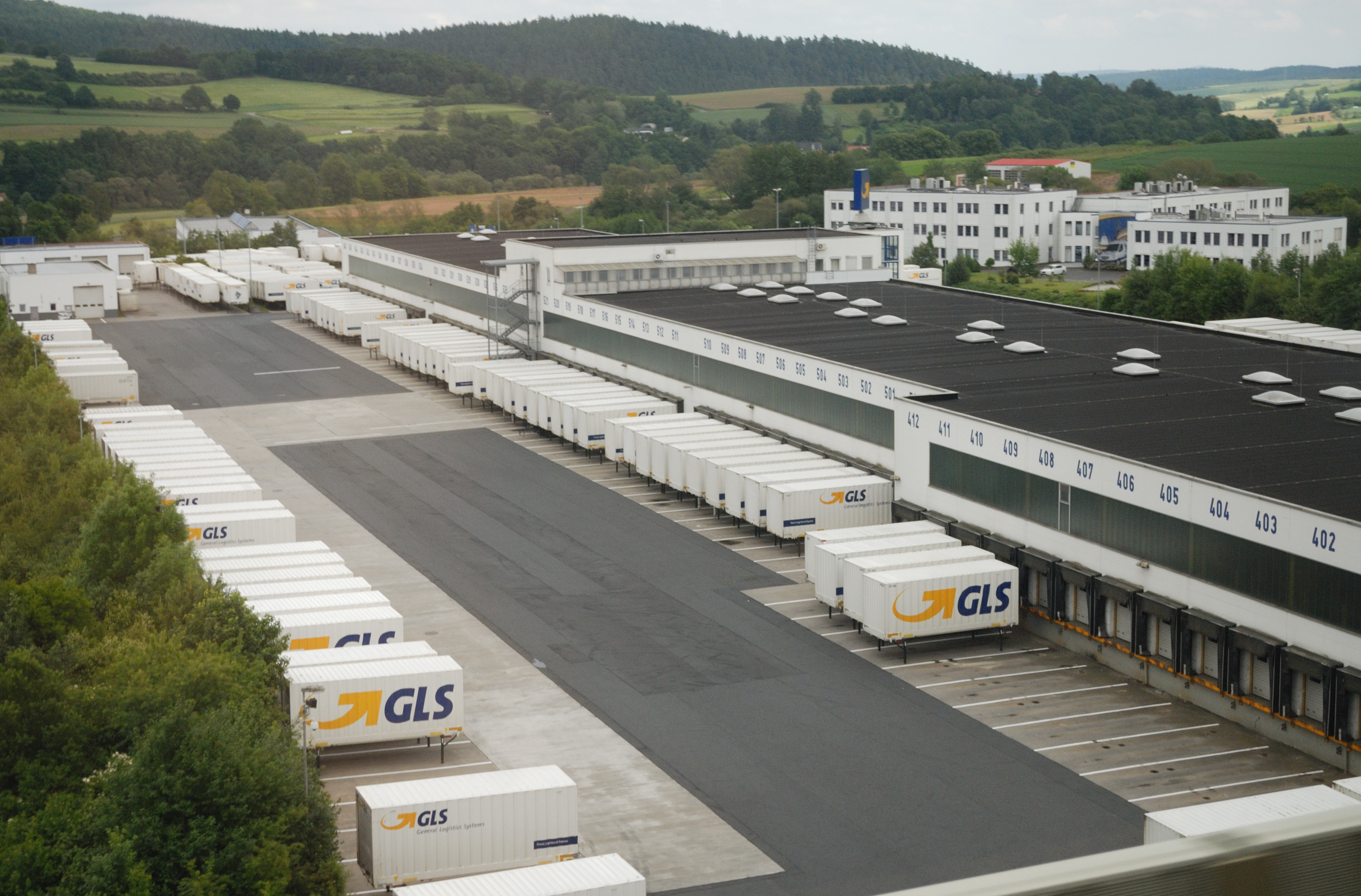
ジェネラル・ロジスティクス・システム・ジャーマニーの配送倉庫

### 地元企業
- 小荷物流通業者ジェネラル・ロジスティクス・システム・ジャーマニー GmbH & Co. OHG: 約800人を雇用している。
- ディー・クリアー GmbH（連邦全土をカバーする流通業者）
- オークションハウス・ヘス GbR、芸術作品とアンティーク
- ヘス＝ソーラー: 太陽光発熱企業